# Губернатор Бомбея
Губернатор Бомбея — главное должностное лицо в Бомбее и Бомбейском президентстве в течение британского правления. Возглавляя исполнительную власть, губернатор был наделён в президентстве теми же полномочиями и правами, что и генерал-губернатор Индии. Наряду с губернатором Мадрасского президентства губернатор Бомбея назначался Британской короной и являлся наиболее важным должностным лицом в Индии после вице-короля. Официальной резиденцией губернатора до 1770-х годов служил Бомбейский замок, затем она была перенесена в Парель; столетие спустя, в 1883 году, резиденцию перенесли на Малабарский холм (англ.).
Первым королевским губернатором Бомбея в 1662 году был назначен Абрахам Шипман. В 1668 году Чарльз II сдал острова, на которых располагался Бомбей, в аренду Британской Ост-Индской компании — первым губернатором компании в Бомбее 23 сентября 1668 года был назначен Джордж Оксинден. В 1687 году Ост-Индская компания перенесла свою штаб-квартиру из Сурата в Бомбей. В 1862 году Британская корона повторно вступила во владение после того, как была расформирована компания. После обретения Индией независимости в 1947 году территория переформирована в штат Бомбей. Территория данной административной единицы увеличилась после того, как несколько прежних туземных княжеств, вступивших в Индийский союз, были присоединены к штату Бомбей. Первым индийским губернатором Бомбея после достижения страной независимости стал Раджа Махарадж Сингх. Уже 1 мая 1960 года штат Бомбей был переформирован по языковому показателю — территории, большинство населения которых общалось на гуджарати, были выделены в штат Гуджарат, а маратхи-язычные территории штата Бомбей, бывших Центральных провинций и Берара и бывшего княжества Хайдарабад вошли в штат Махараштра. Последним, кто носил титул губернатора Бомбея, был Шри Пракаша в 1960 году.